# Vuelta Ciclista de Chile 1997
La 20ª edición de la Vuelta Ciclista de Chile se llevó a cabo del 19 de marzo al 29 de marzo de 1997. Fue una prueba de categoría UCI 2.4 en la que participaron equipos de Chile, Argentina, Brasil, España, Francia.

## Equipos participantes
Los equipos participantes en la Vuelta a Chile de 1997 fueron:
| Cod. | Equipo             |
| ---- | ------------------ |
| FES  | Festina - Lotus    |
| AUL  | Aulnat 63          |
| KEL  | Kelme-Costa Blanca |
| CAL  | Caloi              |
| MDZ  | Mendoza            |
| CUR  | Curicó             |
| EKO  | Ekono              |

| Cod. | Equipo        |
| ---- | ------------- |
| MAI  | Isla de Maipo |
| LAG  | Los Ángeles   |
| COP  | Copiapó       |
| PAT  | Team Paty     |
| CHI  | Chillán       |
| LOT  | Loto          |
| VIB  | Vibrogam      |

## Etapas
| Etapa   | Fecha      | Recorrido                                              | Km         | Ciclista         | Equipo        | Tiempo  |
| ------- | ---------- | ------------------------------------------------------ | ---------- | ---------------- | ------------- | ------- |
| Prologo | 06-03-1997 | La Serena (Coquimbo)                                   | 4,4        | Santiago Botero  | Kelme         | 4:44    |
| 1.      | 07-03-1997 | La Serena (Coquimbo) - Ovalle (Coquimbo)               | 151,5      | Félix García     | Festina-Lotus | 3:43:11 |
| 2.      | 08-03-1997 | Los Vilos (Coquimbo) - Limache (Valparaíso)            | 179,2      | Pascal Hervé     | Festina-Lotus | 4:23:53 |
| 3.      | 09-03-1997 | Limache (Valparaíso) - Santiago (Región Metropolitana) | 170        | Laurent Lefèvre  | Festina-Lotus | 4:18:00 |
| 4.      | 10-03-1997 | Santiago - Santiago (Región Metropolitana)             | 198        | Angel Edo        | Kelme         | 5:07:00 |
| 5.      | 11-03-1997 | San Javier (Bio-Bio) - Chillan (Bio-Bio)               | 139        | Simone Zucchi    | Ekono         | 3:27:05 |
| 6.a     | 12-03-1997 | Pemuco (Bio-Bio) - Yungay (Bio-Bio)                    | 19,6 (CRI) | Rubén Pegorín    | Mendoza       | 25:06   |
| 6.b     | 12-03-1997 | Pemuco (Bio-Bio) - Concepcion (Bio-Bio)                | 129,8      | Patrice Halgand  | Festina-Lotus | 3:01:57 |
| 7.      | 13-03-1997 | San Pedro (Bio-Bio) - Los Angeles (Bio-Bio)            | 141,5      | Simone Zucchi    | Ekono         | 3:04:04 |
| 8.      | 14-03-1997 | Bulnes (Bio-Bio) - San Javier (Bio-Bio)                | 167,3      | Ángel Pérez      | Isla de Maipo | 4:14:17 |
| 9.      | 15-03-1997 | Pelarco (Maule) - Rengo ( O'Higgins)                   | 176,1      | Hernández Quadri | Caloí         | 4:09:51 |
| 10.     | 16-03-1997 | Santiago - Santiago (Región Metropolitana)             | 81,4       | Lilian Levreton  | Festina-Lotus | 2:48:00 |

## Clasificación final
| Posición | Ciclista        | Equipo        | Tiempo   |
| -------- | --------------- | ------------- | -------- |
| 1.       | Patrice Halgand | Festina-Lotus | 37:55.47 |
| 2.       | Félix García    | Festina-Lotus | +04.25   |
| 3.       | Pascal Hervé    | Festina-Lotus | +05.17   |
| 4.       | Lilian Lebreton | Festina-Lotus | +05.47   |
| 5.       | José Medina     | Curics        | +09.13   |
| 6.       | Santiago Botero | Kelme         | +09.43   |
| 7.       | Laurent Lefèvre | Festina-Lotus | +09.49   |
| 8.       | Márcio May      | Caloí         | +11.26   |
| 9.       | Juan Aguirre    | Chillán       | +20.49   |
| 10.      | Simone Zucchi   | Ekono         | +26.23   |